# Premantura
Premantura (Italiaans: Promontore; Duits: Prumentor) is een kleine plaats, gelegen in het zuiden van de Kroatische provincie Istrië. Premantura ligt aan de Adriatische Zee, vlak bij Medulin en 10 kilometer van Pula.

## Natuurpark / kustlijn
Er ligt een beschermd natuurgebied (heeft geen officiële status van natuurpark, park prirode in het Kroatisch) in de Kamenjak-kaap. Premantura kenmerkt zich vooral door haar lange, smalle schiereiland van Kamenjak. Een 30 km lange kustlijn met een groot aantal inhammen, kleine eilanden en kleine stranden omringen Kamenjak.
De stranden zijn onaangetast rotsachtig met kliffen, welke verticaal in de zee steken aan een kant en aan de andere kant kiezelstenen.

## Windsurfen / wind
Windsurfen gaat hier, vanwege de gematigde wind vooral in de zomer tijdens de milde zuidoostelijke maestral wind (maximaal 4 Bf), goed.
De sterkere wind (bura) en de jugo (zuidelijke wind) komen hier tijdens de lente voor.
De grote golven op deze relatief ondiepe wateren worden veroorzaakt door de zuidelijke winden.
Voor windsurffans heeft Premantura verscheidene autocampings.

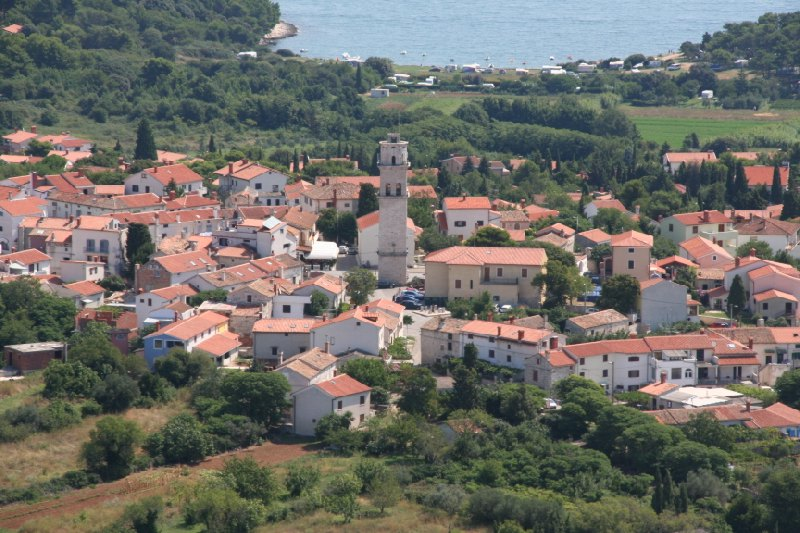

Plaatsen in Istrië: Banjole · Bertoki · Buje · Buzet · Fažana · Hum · Izola · Jagodje · Koper · Koromačno · Labin · Lucija · Medulin · Motovun · Muggia · Novigrad · Pazin · Peroj · Piran · Portorož · Poreč · Premantura ·  Pula · Rabac Luka · Ravni · Roč · Rovinj · Savudrija · Škocjan · Stalije · Štinjan · Trget · Umag · Višnjan · Vodnjan · Vrsar
Taal in Istrië: Čakavisch · Istriotisch · Istro-Roemeens · Italiaans · Sloveens · Kroatisch · Venetiaans
Andere artikelen over Istrië: Golf van Triëst · Istrische Democratische Assemblee · Italianisering · Baai van Koper · Baai van Muggia · Baai van Piran · Kvarner · Lim · Mario Andretti · Nino Benvenuti · Sergio Endrigo · Učka